# Berrias-et-Casteljau
Berrias-et-Casteljau [bɛʁjas e kastɛlʒo] est une commune française, située dans le département de l'Ardèche en région Auvergne-Rhône-Alpes.
Ses habitants sont appelés les Berriassois-et-Casteljois; en occitan le surnom donné aux habitants de Berrias est "los foita-chins" ou "los amassa grunas" et, pour les habitants de Casteljau, "los estroncha-melhàs". 

## Géographie

### Situation et description
Berrias-et-Casteljau est située à 40 kilomètres d’Alès et d’Aubenas.

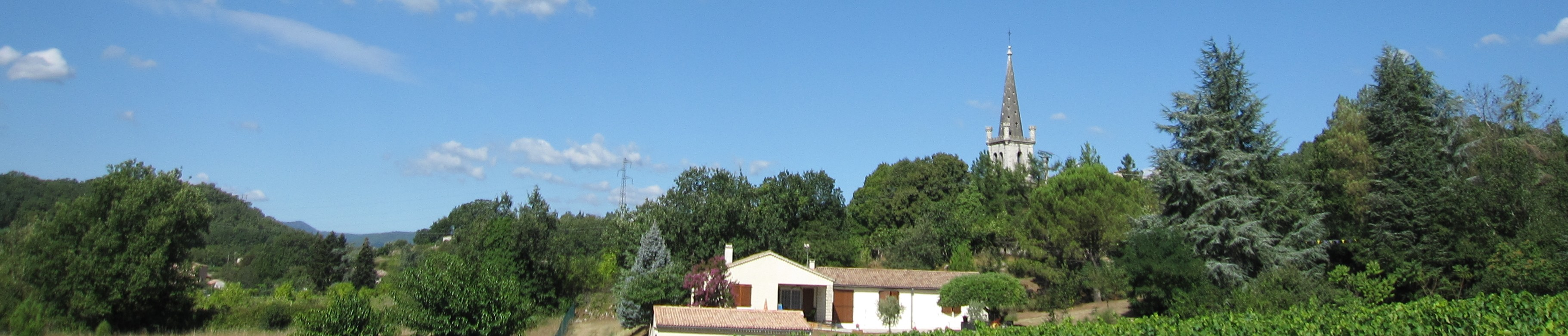
Vue panoramique de Casteljau.

### Communes limitrophes
Les communes limitrophes sont Les Assions, Banne, Beaulieu, Chandolas, Saint-André-de-Cruzières et Les Vans.

### Climat
Pour des articles plus généraux, voir Climat d'Auvergne-Rhône-Alpes et Climat de l'Ardèche.
En 2010, le climat de la commune est de type climat méditerranéen franc, selon une étude du CNRS s'appuyant sur une série de données couvrant la période 1971-2000. En 2020, Météo-France publie une typologie des climats de la France métropolitaine dans laquelle la commune est exposée à un climat de montagne ou de marges de montagne et est dans la région climatique Provence, Languedoc-Roussillon, caractérisée par une pluviométrie faible en été, un très bon ensoleillement (2 600 h/an), un été chaud (21,5 °C), un air très sec en été, sec en toutes saisons, des vents forts (fréquence de 40 à 50 % de vents > 5 m/s) et peu de brouillards.
Pour la période 1971-2000, la température annuelle moyenne est de 13,5 °C, avec une amplitude thermique annuelle de 17,6 °C. Le cumul annuel moyen de précipitations est de 979 mm, avec 7 jours de précipitations en janvier et 3,9 jours en juillet. Pour la période 1991-2020, la température moyenne annuelle observée sur la station météorologique de Météo-France la plus proche, « Les Vans-Sa », sur la commune des Vans à 6 km à vol d'oiseau, est de 13,9 °C et le cumul annuel moyen de précipitations est de 1 251,0 mm,. Pour l'avenir, les paramètres climatiques de la commune estimés pour 2050 selon différents scénarios d'émission de gaz à effet de serre sont consultables sur un site dédié publié par Météo-France en novembre 2022.

### Hydrographie
Le territoire communal est arrosé par le Chassezac, principal affluent de l'Ardèche, d'une longueur de 84,6 kilomètres et qui lui apporte ses eaux en rive droite.

### Voies de communication
Le territoire communal est traversé par la route départementale 104 (RD 104) qui permet de relier Aubenas à Ales.

## Urbanisme

### Typologie
Au 1er janvier 2024, Berrias-et-Casteljau est catégorisée commune rurale à habitat dispersé, selon la nouvelle grille communale de densité à 7 niveaux définie par l'Insee en 2022.
Elle est située hors unité urbaine et hors attraction des villes,.

### Occupation des sols
L'occupation des sols de la commune, telle qu'elle ressort de la base de données européenne d’occupation biophysique des sols Corine Land Cover (CLC), est marquée par l'importance des forêts et milieux semi-naturels (50,3 % en 2018), une proportion sensiblement équivalente à celle de 1990 (50,6 %). La répartition détaillée en 2018 est la suivante : 
milieux à végétation arbustive et/ou herbacée (29,6 %), cultures permanentes (21,9 %), zones agricoles hétérogènes (21,5 %), forêts (20,7 %), terres arables (5,3 %), zones urbanisées (1,1 %).
L'évolution de l’occupation des sols de la commune et de ses infrastructures peut être observée sur les différentes représentations cartographiques du territoire : la carte de Cassini (XVIIIe siècle), la carte d'état-major (1820-1866) et les cartes ou photos aériennes de l'IGN pour la période actuelle (1950 à aujourd'hui).

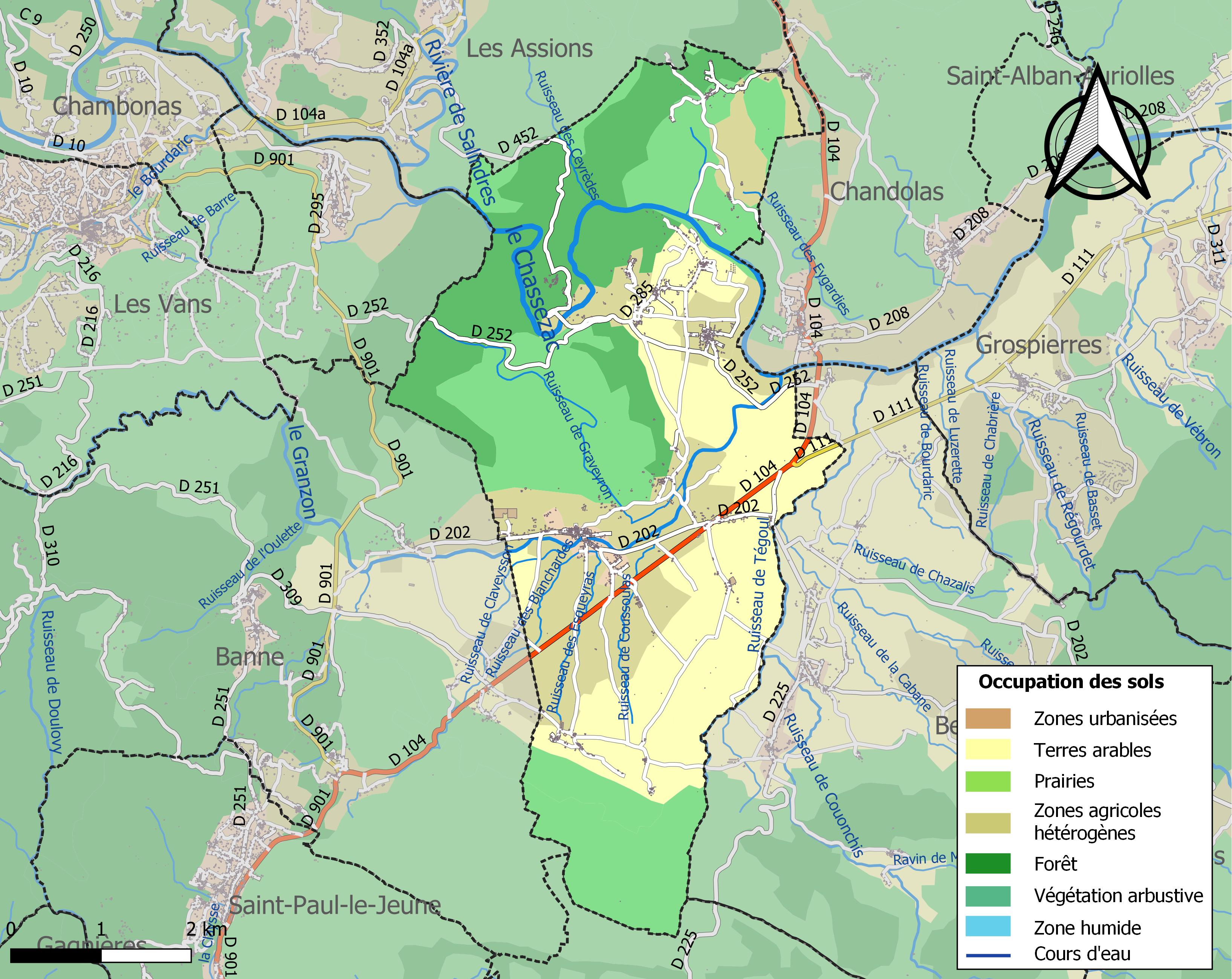
Carte des infrastructures et de l'occupation des sols de la commune en 2018 (CLC).

### Lieux-dits, hameaux et écarts
La commune est composée de divers villages et hameaux dispersés sur son territoire. L'agglomération la plus importante est le village de Berrias, puis plus au sud on trouve la Sarrasine et la Croisée de Jalès. Au nord de la commune, sur l'ancien finage de Casteljau, on trouve différents hameaux : Le Pazanan, Coudon, Chaulet, la Rouveyrolle, les Tournayres, le Pouget, Toul et les Borels où se situent l'église et la mairie.

## Histoire

### Préhistoire

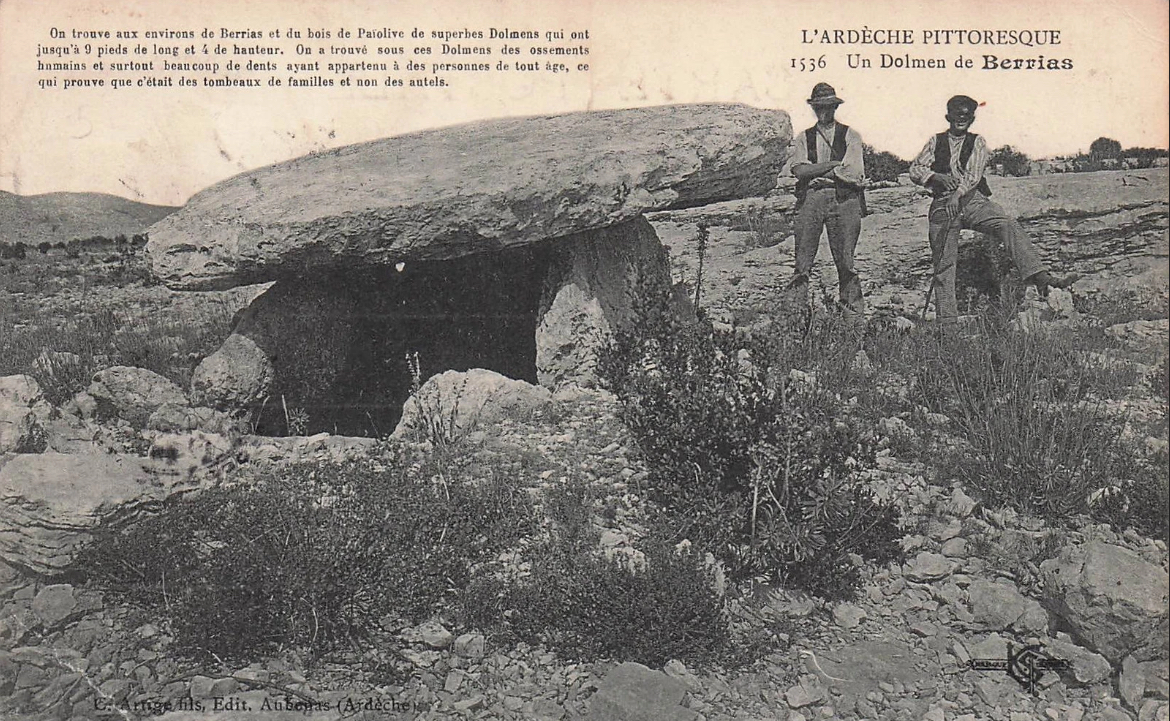
Un dolmen de Berrias

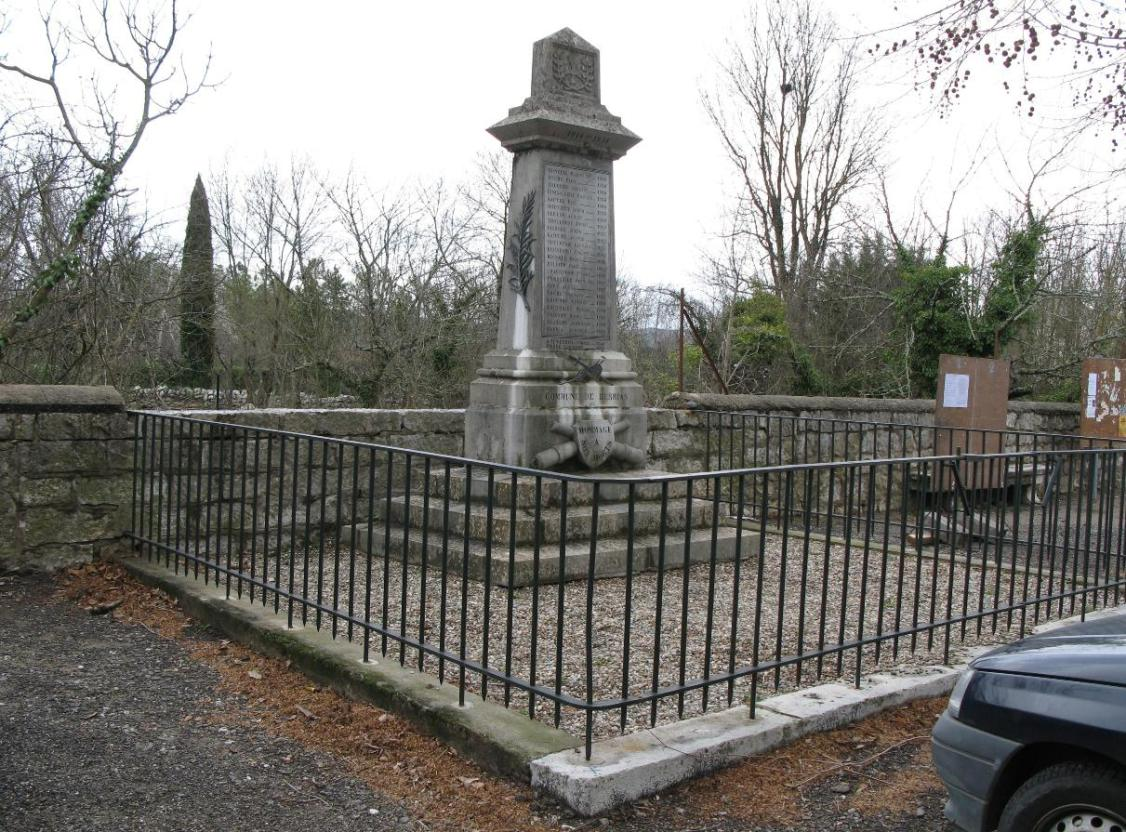
Monument aux morts du village de Berrias.

La présence de l'homme sur ce site remonte aux périodes les plus reculées (Moustérien et Aurignacien). 
Des fouilles sont périodiquement organisées  .

### Moyen Âge
Cette commune fut concernée par différents événements : d'une part  elle fut le siège d'une importante commanderie de l'ordre du Temple dévolue aux hospitaliers au début du XIVe siècle, la commanderie de Jales qui perdura jusqu'à la fin du XVIIIe siècle (le bailli Pierre André de Suffren y fit de nombreux séjours).
Elle connut différents événements de la Révolte des Masques Armés en 1783 .
Enfin en 1791-92 elle fut le siège des événements connus sous le nom de "Camps de Jalès".

### Époque contemporaine
En 1972, quatre tombes du haut Moyen Âge sont mises au jour près du château. ?[réf. nécessaire]
En 1975, les communes de Berrias et de Casteljau fusionnent pour devenir la commune de « Berrias-et-Casteljau ».

## Politique et administration

### Liste des maires
| Période                                  | Période                   | Identité                  | Étiquette | Qualité  |
| ---------------------------------------- | ------------------------- | ------------------------- | --------- | -------- |
| Les données manquantes sont à compléter. |                           |                           |           |          |
|                                          |                           | Louis Bastide de Malbos   |           |          |
| 1825                                     | 1850                      | Jules de Malbos           |           |          |
|                                          |                           | Paulin Bastide de Malbosc |           |          |
|                                          |                           | Joseph Bastide de Malbosc |           |          |
| mars 2001                                | mars 2008                 | Jean Cade                 |           |          |
| mars 2008                                | 2014                      | Jean Ferole               |           |          |
| 2014                                     | En cours (au 6 août 2020) | Robert Balmelle,          | SE        | Retraité |

## Population et société

### Démographie
En 2022, la commune de Berrias-et-Casteljau comptait 779 habitants. À partir du XXIe siècle, les recensements réels des communes de moins de 10 000 habitants ont lieu tous les cinq ans (2006, 2011, 2016 pour Berrias-et-Casteljau). Les autres chiffres sont des estimations.
| 1793 | 1800 | 1806 | 1821 | 1831  | 1836  | 1841  | 1846  | 1851  |
| ---- | ---- | ---- | ---- | ----- | ----- | ----- | ----- | ----- |
| 837  | 751  | 831  | 937  | 1 033 | 1 156 | 1 122 | 1 186 | 1 230 |

| 1856  | 1861  | 1866  | 1872 | 1876 | 1881 | 1886 | 1891 | 1896 |
| ----- | ----- | ----- | ---- | ---- | ---- | ---- | ---- | ---- |
| 1 236 | 1 255 | 1 022 | 927  | 840  | 728  | 752  | 727  | 696  |

| 1901 | 1906 | 1911 | 1921 | 1926 | 1931 | 1936 | 1946 | 1954 |
| ---- | ---- | ---- | ---- | ---- | ---- | ---- | ---- | ---- |
| 706  | 683  | 656  | 531  | 523  | 514  | 525  | 524  | 419  |

| 1962 | 1968 | 1975 | 1982 | 1990 | 1999 | 2006 | 2007 | 2012 |
| ---- | ---- | ---- | ---- | ---- | ---- | ---- | ---- | ---- |
| 433  | 403  | 391  | 536  | 541  | 566  | 599  | 602  | 706  |

| 2017 | 2022 | - | - | - | - | - | - | - |
| ---- | ---- | - | - | - | - | - | - | - |
| 762  | 779  | - | - | - | - | - | - | - |

### Enseignement
La commune est rattachée à l'académie de Grenoble. En 1999, Sophie Rabhi-Bouquet, fille de Pierre Rabhi, a ouvert l'école La Ferme des enfants au hameau du Buis, appliquant la pédagogie Montessori.

### Environnement
Depuis 2007, un écovillage s'est construit au hameau des Buis, où vit une cinquantaine de personnes.

### Médias
La commune est située dans la zone de distribution de deux organes de la presse écrite :
- L'Hebdo de l'Ardèche

Il s'agit d'un journal hebdomadaire français basé à Valence et diffusé à Privas depuis 1999. Il couvre l'actualité de tout le département de l'Ardèche.
- Le Dauphiné libéré

Il s'agit d'un journal quotidien de la presse écrite française régionale distribué dans la plupart des départements de l'ancienne région Rhône-Alpes, notamment l'Ardèche. La commune est située dans la zone d'édition d'Annonay-Nord Ardèche.

### Cultes
Les églises (propriété de la commune) et la communauté catholique de Berrias-et-Casteljau sont rattachées à la paroisse Saints Pierre et Paul de Païolive, elle-même rattachée au diocèse de Viviers.

## Culture locale et patrimoine

### Patrimoine religieux
- Deux églises du XIXe siècle.
  - Église Saint-Jean-Baptiste de Berrias
  - Église Saint-Maurice de Casteljau
  - Chapelle Notre-Dame-du-Bon-Voyage de Berrias

### Lieux et monuments

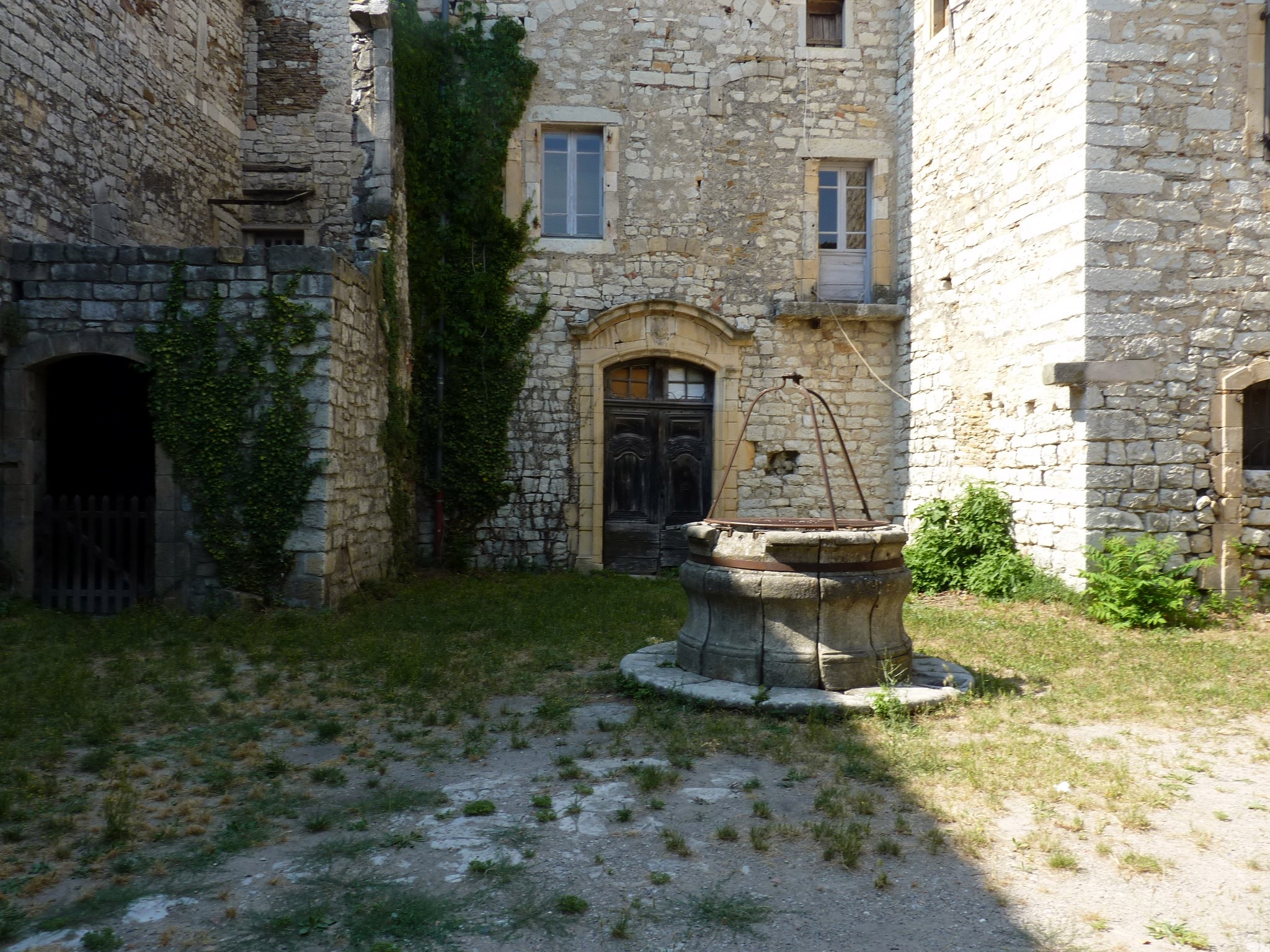
Puits dans la cour de la commanderie de Jalès.

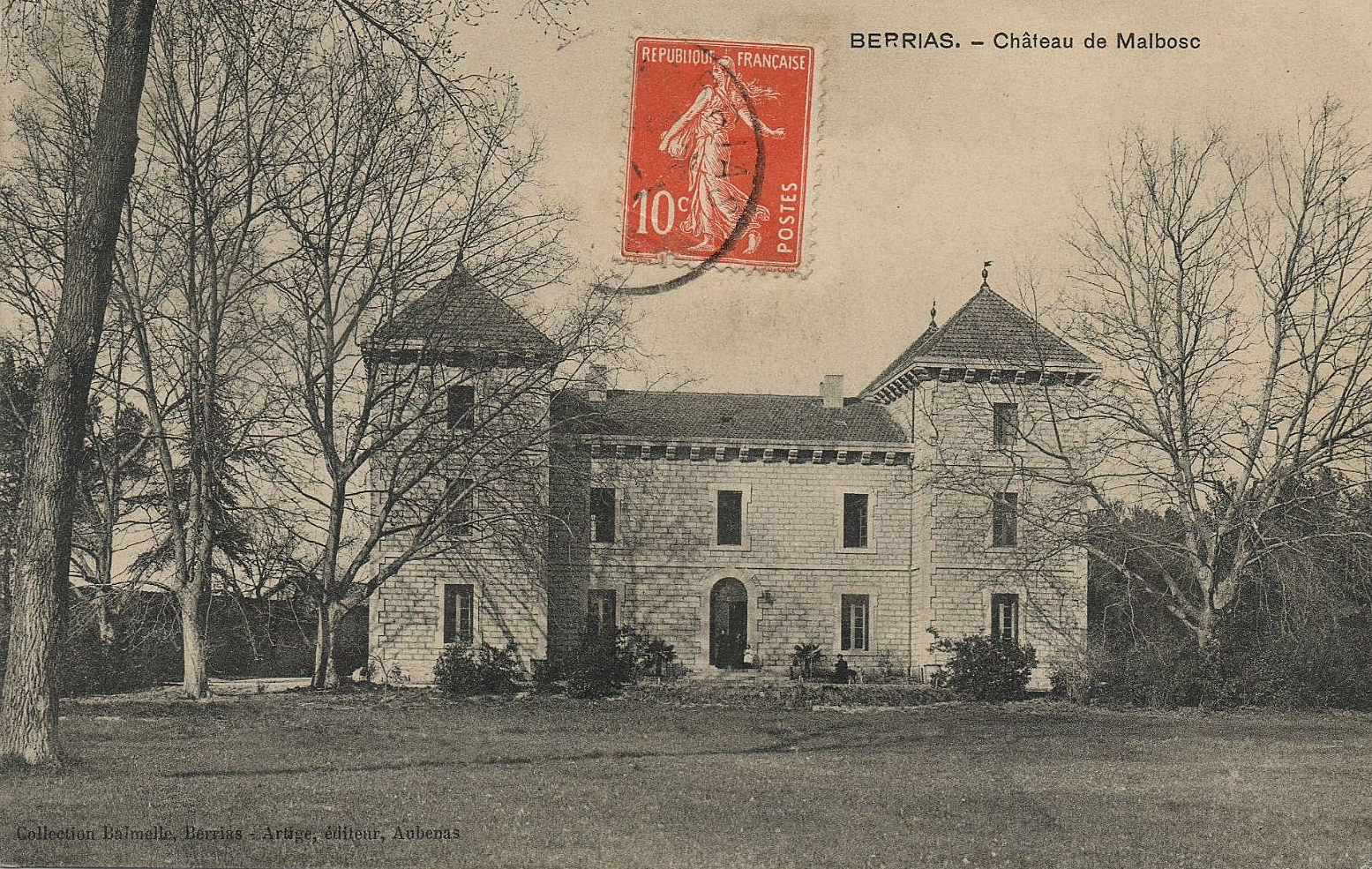
château de Malbosc, à Berrias, Ardèche

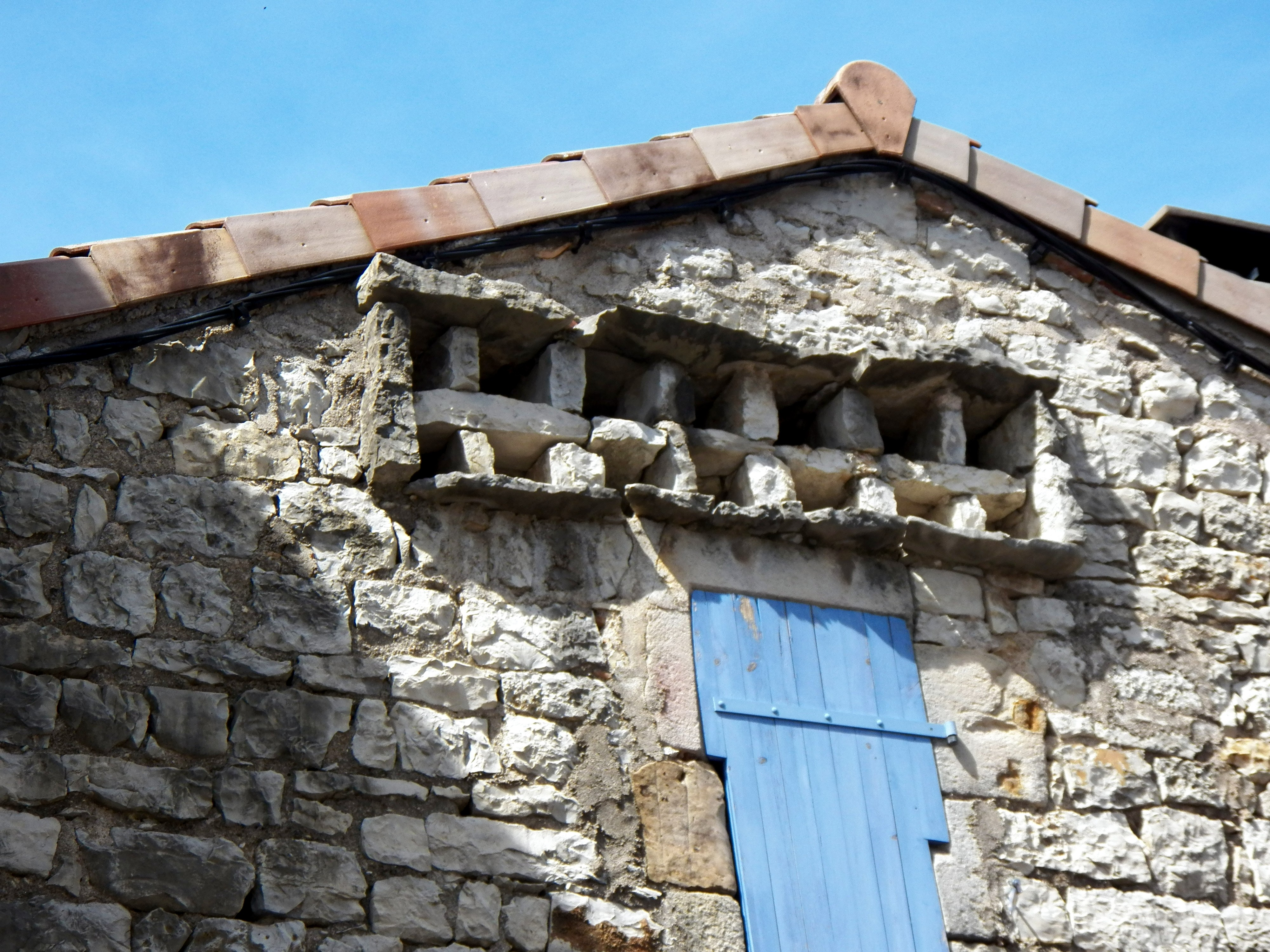
Pigeonnier dans le village de Berrias.

- Château de Casteljau
- Commanderie des Templiers à Jalès

### Zones naturelles protégées
- Le plateau des Gras, la basse-vallée du Chassezac, le bois de Païolive, le cours aval du Granzon et les zones marneuses entre Grospierres et Beaulieu sont classés zones naturelles d'intérêt écologique, faunistique et floristique ;
- Le bois de Païolive est aussi classé site d'importance communautaire Natura 2000.
- La commune appartient au Parc National des Cévennes[21].

### Personnalités liées à la commune
- Louis Bastide de Malbos, (1743-1791), premier maire de Berrias, initiateur et organisateur des deux premiers Camps de Jalès.
- Jules de Malbos, (1782-1867), maire de Berrias de 1825 à 1850, savant géologue et  spéléologue ardéchois, découvreur de la grotte de la Cocalière.
- Pierre Rabhi, (1938-2021), essayiste, philosophe, romancier, agriculteur, conférencier et écologiste français, fondateur du mouvement Colibris
- Sophie Rabhi, (1972-), éducatrice et écrivaine française, fondatrice de la ferme des enfants[22]

### Héraldique
| Blason de Berrias-et-Casteljau | Blason  | D'argent, à la fasce losangée d'argent et d'azur. |
| Blason de Berrias-et-Casteljau | Détails | Le statut officiel du blason reste à déterminer.  |

### Cartes
1. ↑  IGN, « Évolution comparée de l'occupation des sols de la commune sur cartes anciennes », sur remonterletemps.ign.fr (consulté le 13 juillet 2023).